# Hylesia novex
Hylesia novex är en fjärilsart som beskrevs av Paul Dognin 1922. Hylesia novex ingår i släktet Hylesia och familjen påfågelsspinnare. Inga underarter finns listade i Catalogue of Life.